# Claude-Samuel Lévine
Pour les articles homonymes, voir Levine.
Claude-Samuel Lévine, né en 1967, est un musicien, compositeur et interprète français, jouant principalement les instruments de musique ondes Martenot et thérémine.

## Biographie
Après un premier prix de harpe et de solfège et un second prix de percussion à l'école de musique municipale d'Asnières, Claude-Samuel Lévine a étudié les ondes Martenot à la classe de Jeanne Loriod au Conservatoire National Supérieur de Musique de Paris, où il a obtenu le premier prix en 1996. Il est intervenu depuis comme interprète ondiste, dans les parties solistes des œuvres en orchestre, lors de concerts à Cannes, Marseille, Paris, Lisbonne, Berlin, Avignon, Vérone, Madrid, Bâle, Zagreb, Tours, Dijon.
Participant aussi, en tant qu'instrumentiste, dans l'étude d'une restauration de l'instrument, l'ondea Ondéa,, il a mis au point un système virtuel pour la partie des haut-parleurs spéciaux, appelés "diffuseurs", de façon à s'approcher du caractère sonore des trois diffuseurs des ondes Martenot : résonance, métallique et palme. Ceci dans l'intention de pouvoir jouer les œuvres du répertoire instrumental des ondes Martenot, selon les intentions écrites par les compositeurs.
Il a joué dix-neuf fois les Trois Petites Liturgies d'Olivier Messiaen, avec différents orchestres, dont 7 fois avec la Maîtrise Gabriel Fauré. Il a participé à la création de la Symphonie de l'Espace, œuvre du compositeur Maxime Aulio, en 2009, année mondiale de l'astronomie. Il a participé aussi, avec le groupe rock Radiohead, au concert Amnesiac in Paris en 2001 sur Canal+. Il a créé en 2012 une simulation expérimentale de la symphonie Turangalîla d'Olivier Messiaen, en rejouant les parties instrumentales de l'orchestre symphonique dans le logiciel séquenceur Cubase. Il en a réalisé un DVD où l'on peut voir défiler, simultanément au déroulement de la symphonie, la représentation visuelle des pistes de partition virtuelle.
Découvrant aussi l'instrument de musique thérémin, il crée sa propre technique de jeu,, dérivée de la technique de jeu instrumentale aux ondes Martenot. Il a présenté ses instruments à la télévision sur M6, France 3, National Géographic, TV Caux .
Également compositeur dans le domaine du multimédia,,,, il a réalisé en 2013, la partie musicale associée au livre La Nouvelle Musique des Sphères,,,, en association avec l'astrophysicienne Sylvie Vauclair. Cette œuvre musicale est liée aux vibrations acoustiques qui ont été observées dans les étoiles.
Depuis 2016 il diversifie ses activités en réalisant ses propres clips vidéo dédiés au site des falaises d'Étretat, qu'il filme au drone, vues qui sont parfois utilisées au sein de documentaires télévisés, et dont il compose ses propres musiques. 
il intervient en live, au thérémin et ondes Martenot, lors de performances évènementielles, en compagnie d'artistes tels que Niko de la Faye, Cyrille Courte, Fabiana Cruz Dies, Ulla von Brandenburg .
Claude-Samuel est le fils de Jeannine Lévine, professeur de musique qui fut élève d'Olivier Messiaen.

## Discographie

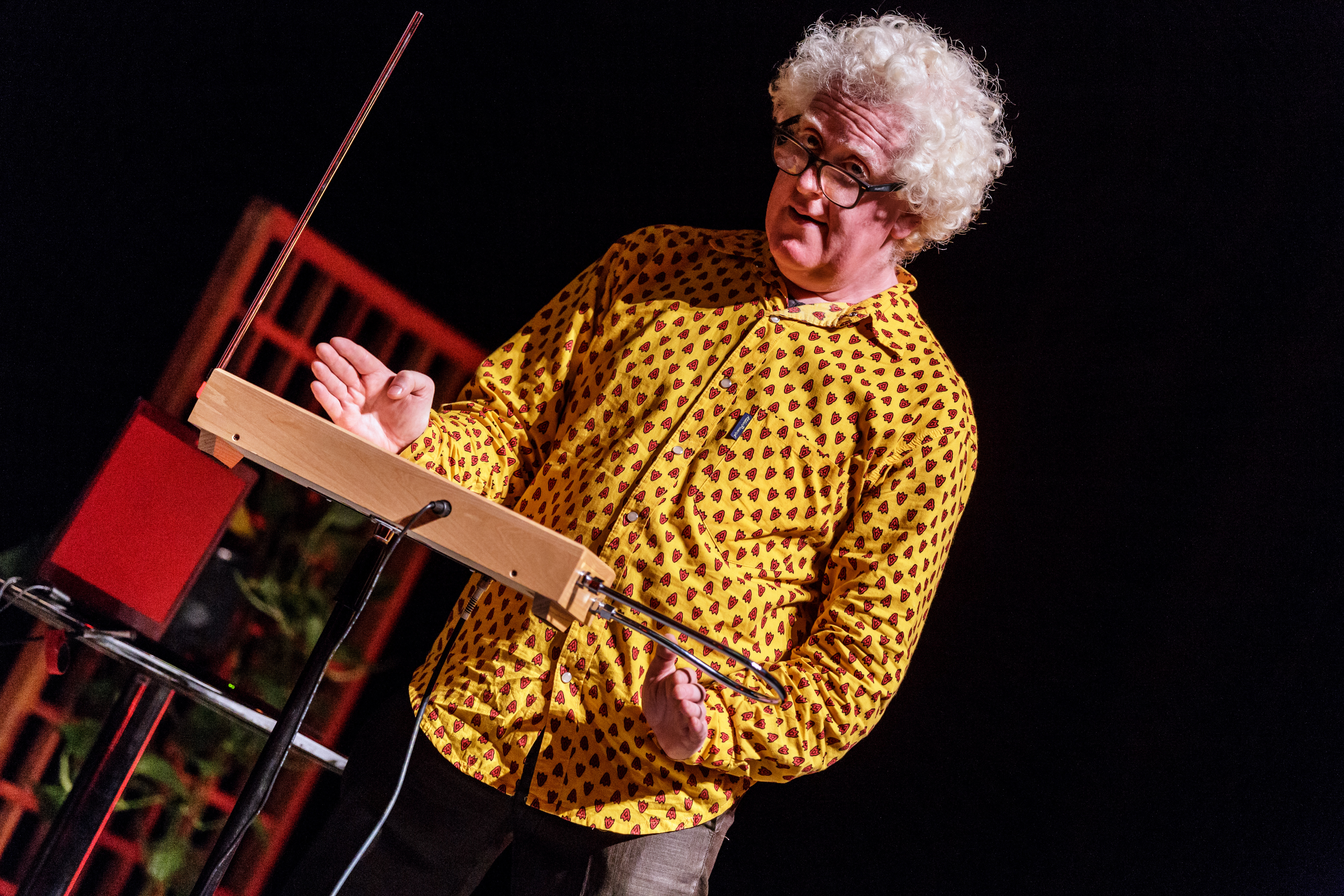
C.-S. Lévine jouant du thérémine à l'ouverture du festival de film court de Brest en 2016

- 2000 : CD Vol d'oiseau - duos et quatuor d'ondes Martenot et piano (Jeanne Loriod, Françoise Cochet, Claude-Samuel Lévine, Christine Ott)
- 2001 : CD Theremin et Onde, œuvres classiques et nouvelles. (auto-édition)
- 2006 : CD Ailleurs (auto-édition)
- 2006 : CD Improvisations (auto-édition)
- 2006 : CD Entre la nuit et l'aube (auto-édition)
- 2009 : CD Messiaen Quatuor pour la Fin du Temps, simulation (auto-édition)
- 2010 : CD Ondéa et Thérémin (auto-édition)
- 2013 : CD et DVD Messiaen Turangalîla-Symphonie, simulation (auto-édition)